# Celtic Swing
Celtic Swing, né le 21 février 1992 en Angleterre et mort le 4 septembre 2010 en Italie, est un cheval de course pur-sang anglais. Il fut l'un des 2 ans les plus impressionnants de l'histoire des courses britanniques, sans pouvoir se montrer à la hauteur des espérances à 3 ans.

## Carrière de courses

### 2 ans (1995)
Élevé par la Duchesse de Norfolk et confié à l'entraînement à la fille de celle-ci, Lady Herries, Celtic Swing est acquis à 2 ans par Peter Savill, président du British Horseracing Board, l'institution des courses hippiques anglaises. Savill avait envoyé son premier jockey, Kevin Darley, essayer un poulain prometteur le temps d'un galop du matin, mais en descendant de cheval, le jockey signale se déclare impressionné non par sa monture, mais par le grand poulain noir qui l'accompagnait lors de ce galop d'essai et conseille au propriétaire de l'acheter. Ce grand poulain noir se nomme Celtic Swing, au vu de ses aplombs un peu tordus, il est estimé à un prix très modeste, 6 000 livres. Peter Savill propose à Lady Herries de l'acheter, et l'affaire est conclue à condition qu'un autre poulain, valant beaucoup plus cher, soit inclus dans la transaction. C'est ainsi que Celtic Swing rejoint l'écurie de Peter Savill, tout en restant à l'entraînement chez Lady Herries. L'autre poulain mourra de coliques le lendemain de ses débuts victorieux à Sandown. 
Quant à Celtic Swing, il n'est pas forcément très attendu pour ses débuts, qu'il effectue en juillet 1994 sur le petit hippodrome de Ayr, mais son impressionnante victoire, par quatre longueurs, attire tous les regards. On se presse pour le revoir, en octobre, au départ d'une course à conditions où il pulvérise une opposition menée par un poulain appelé aux plus grandes destinées, Singspiel, lequel suit comme il peut et finit deuxième à huit longueurs. Cette fois, c'est sûr, on tient le meilleur 2 ans d'Angleterre. Reste à le confirmer dans le Racing Post Trophy, et Celtic Swing fait mieux que cela, il se balade, ils s'envole, il écrabouille : douze longueurs sanctionnent sa supériorité. L'enthousiasme est immense : on n'a pas vu un 2 ans pareil depuis... depuis peu de temps certes, depuis Arazi deux ans plus tôt. Mais Arazi était l'un des plus éblouissants 2 ans de l'histoire des courses et Celtic Swing semble fait du même métal. Il reçoit le titre de meilleur 2 ans européen de l'année, certes, mais c'est surtout au niveau des ratings que l'effet Celtic Swing se fait sentir. Les handicapeurs internationaux de la FIAH dégainent un 130, comme pour Arazi, soit le meilleur rating de l'histoire pour un 2 ans (à titre de comparaison, le crackissime Frankel n'obtiendra "que" 126 à 2 ans, avant de faire exploser tous les compteurs l'année suivante, et il faudra attendre 25 ans pour qu'un autre juvenile s'approche d'un tel score, en l'occurrence Pinatubo). Chez Timeform, la fièvre monte encore d'un cran : 138, un score inouï qu'aucun poulain n'avait même approché, pas même Arazi, qui avait décroché un 135 déjà formidable.
L'Angleterre en est certaine : Celtic Swing est le nouveau cheval du siècle, et les cotes qu'ont lui attribue pour les classiques du printemps suivants (les 2000 Guinées et le Derby d'Epsom) sont les plus basses jamais enregistrées. On se dit même que le poulain fera aussi bien que le grand Nijinsky et remportera la triple couronne britannique (2000 Guinées, Derby et St. Leger), un exploit que l'on s'accorde à juger impossible à l'ère moderne, dominée par un élevage orienté vers la vitesse. Pendant ce temps, Celtic Swing passe un hiver tranquille et prépare son retour en lisant peut-être les éditos du Times, qui s'est laissé gagner par la fièvre à son propos - après tout, on dit des chevaux intelligents qu'ils savent lire le journal. 

### 3 ans (1996)
Mais des "cheval du siècle", il y en eut d'autres avant Celtic Swing et il y en aura d'autres ensuite. Et la déception sera à la hauteur des espoirs placés en lui. Sans doute le poulain était-il bien l'un des plus talentueux de l'histoire des courses, mais il ne l'a pas vraiment démontré, la faute, peut-être, à des jambes fragiles. Fébrilement attendu pour son retour dans les Greenham Stakes, une préparatoire aux Guinées, Celtic Swing s'impose devant le très bon Bahri, futur vainqueur des St. James's Palaces Stakes et des Queen Elizabeth II Stakes. Victoire il y a, mais point d'envolée. Y en avait-il besoin, à part pour satisfaire les yeux ? Le poulain a fait ce qu'on lui demandait, s'imposant facilement, restant invaincu. Il est donc confirmé dans son statut de grandissime favori des Guinées. Dix poulains osent l'affronter, dont Bahri et deux "french raiders" invaincus portant la casaque de Cheikh Mohammed et entraînés à Chantilly par André Fabre, Diffident et surtout Pennekamp, qui avait osé à l'automne dernier ravir les Dewhurst Stakes en terre ennemie, et qui passe pour son rival présumé. Et c'est ce dernier, monté par Thierry Jarnet, qui va faire chuter l'idole naissante : Celtic Swing court plutôt bien, laisse sur place Bahri, se démène, lutte, mais concède une tête au poulain français sur le poteau, il est battu sans excuses, coup de tonnerre.
Et nouveau coup de tonnerre lorsque Lady Herries annonce que le poulain ne courra pas le Derby, et sera orienté vers le Prix du Jockey Club à Chantilly, sacrilège. Dans le Racing Post, la bible des courses anglaises, le journaliste vedette juge cette décision "sad, mad, bad" (triste, folle, nulle). Après coup, Peter Savill expliquera que son protégé s'est fait mal dans la descente des 2000 Guinées, et qu'il a choisi Chantilly plutôt qu'Epsom car il n'y aime pas le profil de la piste et qu'il craignait le terrain léger pour les jambes fragiles de son poulain. Pennekamp, d'ailleurs, alla sur le Derby en grand favori (il est alors invaincu), y sombra, s'y blessa et on ne le revit plus jamais. Tandis que le Derby révèle une étoile filante nommée Lammtarra, Celtic Swing prend donc la direction de la France et s'impose dans le Jockey Club, sans être plus impressionnant que ça. Un mois plus tard, Peter Savill croise le maître-entraîneur irlandais Vincent O'Brien, qui lui assure que, pour avoir regardé le poulain après la course, il est certain qu'il a un problème à l'antérieur gauche. Les radios ne révèle rien d'anormal.
Derby winner malgré tout, Celtic Swing tente le doublé Prix du Jockey-Club / Irish Derby. Mais plus dure est la chute au Curragh : le poulain n'est que l'ombre de lui-même, finissant huitième du Français Winged Love, troisième à Chantilly. Cette fois, un examen aux ultrasons est réalisé et montre une lésion au tendon de l'antérieur gauche. O'Brien avait raison. La saison du poulain est terminée. On le soigne, on l'espère guéri pour l'année prochaine et il est bien question d'un come back en 1996. Mais le 20 juillet, l'entourage jette l'éponge : le "wonderhorse" n'a jamais recouvré tous ses moyens et on ne le reverra plus. Et l'on ne saura jamais si, sans ce tendon douloureux, Celtic Swing était autre chose que l'un des plus enthousiasmants 2 ans de l'histoire des courses.  

### Résumé de carrière
| Date        | Hippodrome  | Pays        | Course                     | Statut      | Distance    | Jockey      | Place       | Écart       | Vainqueur ou deuxième | Temps   |
| 1994, 2 ans | 1994, 2 ans | 1994, 2 ans | 1994, 2 ans                | 1994, 2 ans | 1994, 2 ans | 1994, 2 ans | 1994, 2 ans | 1994, 2 ans | 1994, 2 ans           |         |
| ----------- | ----------- | ----------- | -------------------------- | ----------- | ----------- | ----------- | ----------- | ----------- | --------------------- | ------- |
| 16 juillet  | Ayr         | Royaume-Uni | Maiden                     |             | 1 400 m     | K. Darley   | 1er / 9     | 4           | Eight Sharp           | 1'28"95 |
| 8 octobre   | Ascot       | Royaume-Uni | Hyperion Conditions Stakes | Class B     | 1 400 m     | K. Darley   | 1er / 6     | 8           | Singspiel             | 1'27"25 |
| 22 octobre  | Doncaster   | Royaume-Uni | Racing Post Trophy         | Gr. 1       | 1 600 m     | K. Darley   | 1er / 8     | 12          | Annus Mirabilis       | 1'40"04 |
| 1997, 3 ans |             |             |                            |             |             |             |             |             |                       |         |
| 22 avril    | Newbury     | Royaume-Uni | Greenham Stakes            | Gr. 3       | 1 400 m     | K. Darley   | 1er / 9     | 1 ¼         | Bahri                 | 1'24"31 |
| 6 mai       | Newmarket   | Royaume-Uni | 2000 Guineas               | Gr. 1       | 1 600 m     | K. Darley   | 2e / 11     | tête        | Pennekamp             | 1'35"16 |
| 4 juin      | Chantilly   | France      | Prix du Jockey-Club        | Gr. 1       | 2 400 m     | K. Darley   | 1er / 11    | 1/2         | Poliglote             | 2'32"80 |
| 2 juillet   | Curragh     | Irlande     | Irish Derby                | Gr. 1       | 2 400 m     | K. Darley   | 8e / 13     |             | Winged Love           | 2'30"10 |

## Au haras
Celtic Swing, avec son pedigree à contre-courant des modes, suscitait moins d'espoir au haras qu'il n'en avait fait naître sur les pistes. Installé au Irish National Stud, il fut proposé d'emblée à un tarif modeste, £ 6 500 la saillie, fut exporté en France après deux saisons, puis quatre ans plus tard rapatrié au Irish National Stud (où son tarif culmina à 12 000 €) avant de terminer sa carrière en Italie à 5 500 €. De fait, il ne réussit guère dans ses nouvelles fonctions d'étalons, et pourtant on lui doit deux véritables champions : le sprinter Australien Takeover Target, qui remporta huit groupe 1 aux quatre coins du monde, de l'Australie à Singapour, du Japon à l'Angleterre ; et la championne français Six Perfections, lauréate du Prix Marcel Boussac, du Jacques Le Marois et de la Breeders' Cup Mile. 
Celtic Swing est mort d'une colite dans son haras italien quelques mois après son arrivée. 

## Origines
À l'époque où Celtic Swing se prépare à faire sa rentrée à 3 ans, Damister, son père, prend ses fonctions au Japon où vient d'être vendu. Celtic Swing sera bien sûr le plus grand fait d'armes de ce vainqueur de deux groupe 2 anglais, troisième du Derby en 1985, modeste reproducteur bien que fils du grand Mr. Prospector. La famille maternelle, un peu old school, n'est notable que par la deuxième mère du champion, Pencuik Jewel, qui se trouve être la sœur du vainqueur de Gold Cup, Ragstone, et de Castle Moon, grande poulinière qui a donné Moon Madness (St. Leger), Sheriff's Star (Coronation Cup, Grand Prix de Saint-Cloud) et Lucky Moon (Goodwood Cup).

### Pedigree
| Origines de Celtic Swing (GB), mâle bai brun né en 1992 | Origines de Celtic Swing (GB), mâle bai brun né en 1992 | Origines de Celtic Swing (GB), mâle bai brun né en 1992 | Origines de Celtic Swing (GB), mâle bai brun né en 1992 |
| ------------------------------------------------------- | ------------------------------------------------------- | ------------------------------------------------------- | ------------------------------------------------------- |
| Père Damister                                           | Mr. Prospector                                          | Raise a Native                                          | Native Dancer                                           |
| Père Damister                                           | Mr. Prospector                                          | Raise a Native                                          | Raise You                                               |
| Père Damister                                           | Mr. Prospector                                          | Gold Digger                                             | Nashua                                                  |
| Père Damister                                           | Mr. Prospector                                          | Gold Digger                                             | Sequence                                                |
| Père Damister                                           | Batucada                                                | Roman Line                                              | Roman                                                   |
| Père Damister                                           | Batucada                                                | Roman Line                                              | Lurline B.                                              |
| Père Damister                                           | Batucada                                                | Whistle a Tune                                          | Double Jay                                              |
| Père Damister                                           | Batucada                                                | Whistle a Tune                                          | Siama                                                   |
| Mère Celtic Ring                                        | Welsh Pageant                                           | Tudor Melody                                            | Tudor Minstrel                                          |
| Mère Celtic Ring                                        | Welsh Pageant                                           | Tudor Melody                                            | Matelda                                                 |
| Mère Celtic Ring                                        | Welsh Pageant                                           | Picture LIght                                           | Court Martial                                           |
| Mère Celtic Ring                                        | Welsh Pageant                                           | Picture LIght                                           | Queen of Light                                          |
| Mère Celtic Ring                                        | Pencuik Jewel                                           | Petingo                                                 | Petition                                                |
| Mère Celtic Ring                                        | Pencuik Jewel                                           | Petingo                                                 | Alcazar                                                 |
| Mère Celtic Ring                                        | Pencuik Jewel                                           | Fotheringay                                             | Right Royal                                             |
| Mère Celtic Ring                                        | Pencuik Jewel                                           | Fotheringay                                             | La Fresnes (famille 8-c)                                |